# Tuyo (España)
Tuyo es un concejo del municipio de Ribera Alta, en la provincia de Álava, País Vasco (España).

## Historia
Hacia mediados del siglo XIX, el lugar, ya por entonces perteneciente a Ribera Alta, tenía contabilizada una población de 67 habitantes. Aparece descrito en el decimoquinto volumen del Diccionario geográfico-estadístico-histórico de España y sus posesiones de Ultramar de Pascual Madoz con las siguientes palabras:

TUYO: v. del ayunt. de Ribera Alta, en la prov. de Alava (á Vitoria 3 leg.), part. jud. de Añana (2), aud. terr. de Búrgos, c. g. de las Provincias Vascongadas, dióc. de Calahorra (14). sit. en alto, sobre la ribera occidental del r. Zadorra, al S. de la cord. de montes que separa la prov. del cond. de Treviño; clima saludable. Tiene 17 casas; la municipal; cárcel; escuela de primeras letras dotada con 18 fan. de trigo; igl. parr. bajo la advocacion de Sta. Ana, servida por 2 beneficiados; una ermita (San Miguel) y varias fuentes de buenas aguas fuera de la pobl. El térm. confina: N. y E. Nanclares de la Oca; S. Burgueta y Puebla de Arganzon, y O. Villaluenga, comprendiendo dentro de su circunferencia mucho monte poblado de árboles. El terreno es de buena calidad. Los caminos locales. prod.: trigo, cebada y otros frutos; cria ganado lanar, cabrio y mular; caza de liebres, codornices y perdices. pobl.: 13 vec., 67 alm. riqueza y contr.: con su ayunt. (V.).
(Madoz, 1849, p. 191)

## Demografía
En 2023, tenía empadronados 91 habitantes.
| Gráfica de evolución demográfica de Tuyo entre 2000 y 2017  |
|                                                             |
| Población de derecho según los censos de población del INE. |

## Patrimonio

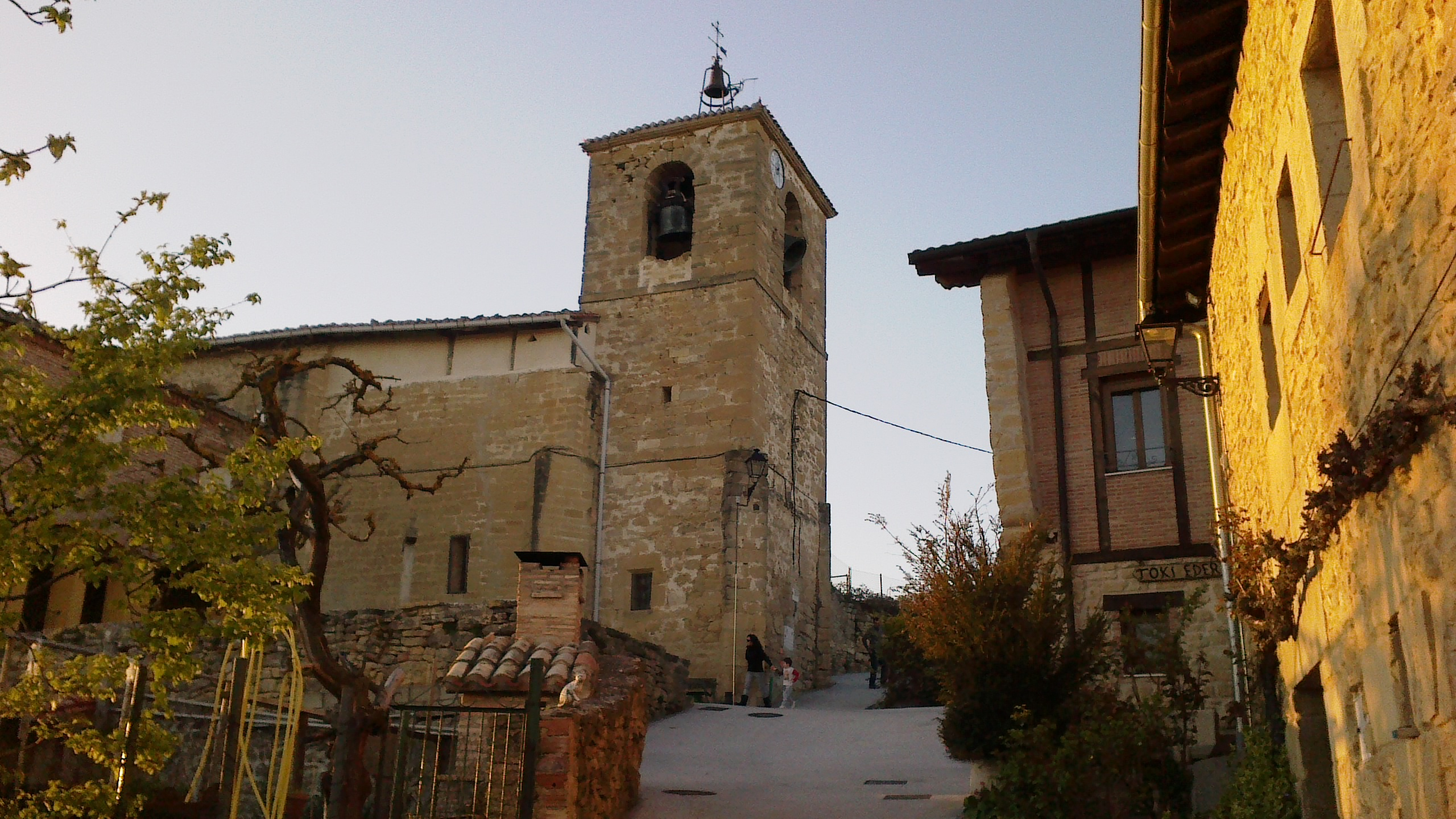
Vista de la iglesia de Santa Ana

Hay en el lugar una iglesia de Santa Ana.